# Соколовець (потік)
Соколовець — гірський потік в Україні у Калуському районі Івано-Франківської області. Правий доплив річки Свічі (басейн Дністра).

## Опис
Довжина потоку 3 км. Формується багатьма безіменними струмками.

## Розташування
Бере початок на північно-східних схилах гори Соколова (934,0 м). Тече переважно на північний захід мішаним лісом і на південно-західній стороні від села Підліски впадає у річку Свічу, праву притоку річки Дністра.

## Цікаві факти
- Біля гирла потоку пролягає автошлях Р21[4] (автомобільний шлях регіонального значення на території України. Проходить територією Івано-Франківської та Закарпатської областей через Долину — Міжгір'я — Хуст.).